# Литовой (войвода)
Литовой или Литвой (на румънски: Litovoi) е войвода от XIII в., контролиращ територия в Северна Олтения.
Споменат за първи път в документ на унгарския крал Бела IV от 2 юли 1247 г. В унгарски източници името му е предадено също като Lytuoy или Lytuon, а владяната от него земя като Lytua; в някои хроники е използвано името Lyrtioy или Lynioy, но както твърди Васил Златарски това е преиначена форма на българското име Литовой.
Според Златарски цяла Олтения, а следователно и войводството на Литовой, по това време е под върховната власт на българския цар, тъй като попадат в българските отвъддунавски владения. Това се потвържадава и от Рашид Ад Дин, главният летописец на Чингисидите, според който „тогава (началото на 1241 г.) Бату заедно с Шейбан и Бардулай, се отправили със свои войски срещу буларите (българите) и башгирдите (унгарците)“. Татарите настъпили в земите по р.Олт, но там били отблъснати от влашките войводи, на българска служба Литовой и Сенеслав.
Между 1277 и 1280 г. Литовой воюва с Унгария, която в лицето на Ласло IV иска от войводата да ѝ изплаща данък. Загива в сражение. Наследен е от брат си Бербат.